# Death Disco
«Death Disco» (в переводе с англ. — «Предсмертное диско») — песня и второй сингл группы Public Image Ltd. Был выпущен в 7-дюймовом и в 12-дюймовом форматах. Сингл занял двадцатое место в британском хит-параде.

## Сингл формат 7"
Песня была выпущена с названием «Swan Lake» на втором альбоме группы, с небольшими изменениями в конце. Изменение в том, что в гитарной части Кита Левина появляется часть из «Лебединого озера», композиции Чайковского.
В своей автобиографии Rotten: No Irish, No Blacks, No Dogs Лайдон заявил, что песня была написана для его матери, которая умерла от рака, в 1979. В песне он выразил свои чувства об этом как о своего рода 'терапии криком'.

## Сингл формат 12"
Песни названы 'Half Mix' / 'Megga Mix' на лейбле. Сторона A является расширенным 12-дюймовым соединением 'Death Disco', названный как 'Half Mix'. B-сторона является новой повторно зарегистрированной версией 'Fodderstompf', названного как 'Megga Mix'.
Дэвид Хамфри играет на барабанах в обеих песнях. B-сторона — единственный след, который будет выпущен от пересмотренной перезаписи Warner Brothers первого альбома. Оба следа были уникальны для этого 12-дюймового выпуска, пока они не были включены в Plastic Box в 1999.
- Обложки к обоим синглам рисовал Джон Лайдон.

## Комментарии
- Джон Лайдон: «Когда я должен был иметь дело со смертью матери, я сделал это частично через музыку. Я должен был наблюдать, как она медленно умерла от рака в течение целого года. Я написал ‘Death Disco' об этом. Я играл это ей непосредственно перед тем, как она умерла, и она была очень счастлива».
- Кит Левин: «Мы забронировали место в Брикстоне, это место было просто пустым залом, чтобы проверить эту систему звука с тремя басами, это была турбобуровая установка, которую я хотел использовать в Радуге. Мы составляли новые мелодии — именно тогда появилась ‘Death Disco'».
- Джон Лайдон: «'No Birds Do Sing', строки из стихотворения Китса. Я просто заимствовал немного, потому что она подходит к данным словам о пригороде».
- Кит Левин: «Одна из моих любимых мелодий на „Metal Box“. Вся игра на гитаре, дублируется, но есть эффекты которые я создал с помощью гармонайзера. Джон лежал под фортепиано и пел, очень странным голосом. Вы можете услышать фортепиано на песни».
- Джа Уоббл: «Ричард Дуданский широко и творчески использование тома, которые подходили для композиций, как 'No Birds Do Sing‘ и ‘Socialist‘».
- Ричард Дуданский: «Кит знал меня от 101ers и просто позвонил и сказал: „Мы записываем песни в Townhouse, ты можете приехать сюда?“ И в самом деле в ближайшие десять дней мы записали пять песен. Я думаю, что в первый день мы сделали 'No Birds Do Sing', и ‘Socialist‘, потом мы сделали ‘Chant‘ и ‘Memories ‘. После первой сессии, мы вылезли из студии спустя двенадцать часов, чтобы положить на альбом 'No Birds Do Sing', и начать работать над другими треками».

## Список композиций
7» формат:
1. «Death Disco» — 4:11
2. «No Birds Do Sing» — 4:37

12" формат:
1. «½ Mix» — 6:42
2. «Megga Mix» — 6:51

## Состав
- Джон Лайдон — вокал
- Кит Левин — гитара
- Джа Уоббл — бас
- Дэвид Хамфри — барабаны (Сторона А)
- Ричард Дудэнский — барабаны (Сторона В)